# فرنسيس د. لي
فرنسيس د. لي (بالإنجليزية: Francis D. Lee)‏ هو مهندس معماري أمريكي، ولد في 1826، وتوفي في 1885.